# Kanton La Ferté-Frênel
Kanton La Ferté-Frênel (francouzsky Canton de La Ferté-Frênel) byl francouzský kanton v departementu Orne v regionu Dolní Normandie. Tvořilo ho 14 obcí. Zrušen byl po reformě kantonů 2014.

## Obce kantonu
- Anceins
- Bocquencé
- Couvains
- La Ferté-Frênel
- Gauville
- Glos-la-Ferrière
- La Gonfrière
- Heugon
- Monnai
- Saint-Evroult-Notre-Dame-du-Bois
- Saint-Nicolas-des-Laitiers
- Saint-Nicolas-de-Sommaire
- Touquettes
- Villers-en-Ouche